# Кубок Албанії з футболу 2008—2009
Кубок Албанії з футболу 2008–2009 — 57-й розіграш кубкового футбольного турніру в Албанії. Титул втретє здобув Фламуртарі.

## Календар
| Раунд                   | Дата                          | Матчі | Клуби   |
| ----------------------- | ----------------------------- | ----- | ------- |
| Перший попередній раунд | 24 вересня 2008               | 8     | 44 → 36 |
| Другий попередній раунд | 2 жовтня 2008                 | 4     | 36 → 32 |
| 1/16 фіналу             | 29 жовтня - 11 листопада 2008 | 32    | 32 → 16 |
| 1/8 фіналу              | 3-10/17 грудня 2008           | 16    | 16 → 8  |
| 1/4 фіналу              | 25 лютого - 8 квітня 2009     | 8+1   | 8 → 4   |
| 1/2 фіналу              | 15/28 квітня 2009             | 4     | 4 → 2   |
| Фінал                   | 6 травня 2009                 | 1     | 2 → 1   |

## 1/16 фіналу
| Команда 1                   | Заг. | Команда 2       | 1-й матч | 2-й матч |
| --------------------------- | ---- | --------------- | -------- | -------- |
| 29 жовтня/11 листопада 2008 |      |                 |          |          |
| Албпетрол (3)               | -:+  | Динамо (Тирана) | 0:1      | -:+      |
| Ілірія (3)                  | 0:6  | Беса            | 0:2      | 0:4      |
| Грамоці (2)                 | 0:6  | Шкумбіні        | 0:2      | 0:4      |
| Сопоті (2)                  | 1:8  | Влазнія         | 0:4      | 1:4      |
| Поградеці (2)               | 0:3  | Теута           | 0:1      | 0:2      |
| Дайті (2)                   | 0:8  | Аполонія        | 0:3      | 0:5      |
| Люфтерарі (2)               | 1:3  | Кастріоті (2)   | 1:1      | 0:2      |
| Лачі (2)                    | 3:4  | Скендербеу (2)  | 2:1      | 1:3      |
| Тепелена (3)                | -:+  | Партизані       | 1:5      | -:+      |
| Томорі (Берат) (3)          | 1:8  | Ельбасані       | 1:3      | 0:5      |
| Тарбуні Пука (2)            | 1:2  | Тирана          | 1:1      | 0:1      |
| Нафтерарі (Кучова) (2)      | 3:9  | Фламуртарі      | 1:6      | 2:3      |
| Білішт Спорті (2)           | 0:4  | Бюліс (Балш)    | 0:1      | 0:3      |
| Турбіна (2)                 | 0:2  | Люшня           | 0:0      | 0:2      |
| Скрапарі (2)                | 3:4  | Беселіджа (2)   | 2:2      | 1:2      |
| Ада (2)                     | 1:2  | Буррель (2)     | 1:1      | 0:1      |

## 1/8 фіналу
| Команда 1         | Заг. | Команда 2       | 1-й матч | 2-й матч |
| ----------------- | ---- | --------------- | -------- | -------- |
| 3/17 грудня 2008  |      |                 |          |          |
| Буррель (2)       | 0:6  | Партизані       | 0:1      | 0:5      |
| Скендербеу (2)    | 1:4  | Динамо (Тирана) | 1:0      | 0:4      |
| Аполонія          | 0:2  | Шкумбіні        | 0:0      | 0:2      |
| Люшня             | 1:9  | Тирана          | 1:4      | 0:5      |
| Кастріоті (2)     | 0:6  | Беса            | 1:2      | 0:3      |
| 10/17 грудня 2008 |      |                 |          |          |
| Бюліс (Балш)      | 2:3  | Фламуртарі      | 1:1      | 1:2      |
| Теута             | 2:3  | Влазнія         | 1:0      | 1:3      |
| Беселіджа (2)     | 2:4  | Ельбасані       | 2:2      | 0:2      |

## 1/4 фіналу
| Команда 1                 | Заг.          | Команда 2       | 1-й матч | 2-й матч |
| ------------------------- | ------------- | --------------- | -------- | -------- |
| 25 лютого/11 березня 2009 |               |                 |          |          |
| Влазнія                   | 3:2           | Динамо (Тирана) | 1:2      | 2:0      |
| Тирана                    | 2:0           | Ельбасані       | 0:0      | 2:0      |
| Шкумбіні                  | 2:1           | Беса            | 1:1      | 1:0      |
| Фламуртарі                | 1:1 пен. 5:6* | Партизані       | 1:0      | 0:1      |

Перегравання
| Команда 1     | Рахунок | Команда 2  |
| ------------- | ------- | ---------- |
| 8 квітня 2009 |         |            |
| Партизані     | 0:1 дч  | Фламуртарі |

* - оскільки у складі обох команд на поле вийшли незаявлені гравці, результат двохматчевого протистояння було скасовано і призначено додатковий матч-перегравання для визначення клубу, що пройде до півфіналу.

## 1/2 фіналу
| Команда 1         | Заг. | Команда 2 | 1-й матч | 2-й матч |
| ----------------- | ---- | --------- | -------- | -------- |
| 15/28 квітня 2009 |      |           |          |          |
| Влазнія           | 0:1  | Тирана    | 0:0      | 0:1 дч   |
| Фламуртарі        | 2:1  | Шкумбіні  | 1:0      | 1:1      |

## Фінал
| 6 травня 2009 |

| Фламуртарі          | 2:1      | Тирана      |
| ------------------- | -------- | ----------- |
| Мема 63' Зекірі 90' | Протокол | Дабулла 41' |

| Ніко Дована, Дуррес Глядачів: 10 000 Арбітр: Бардхил Пашай |